# Aeroskop

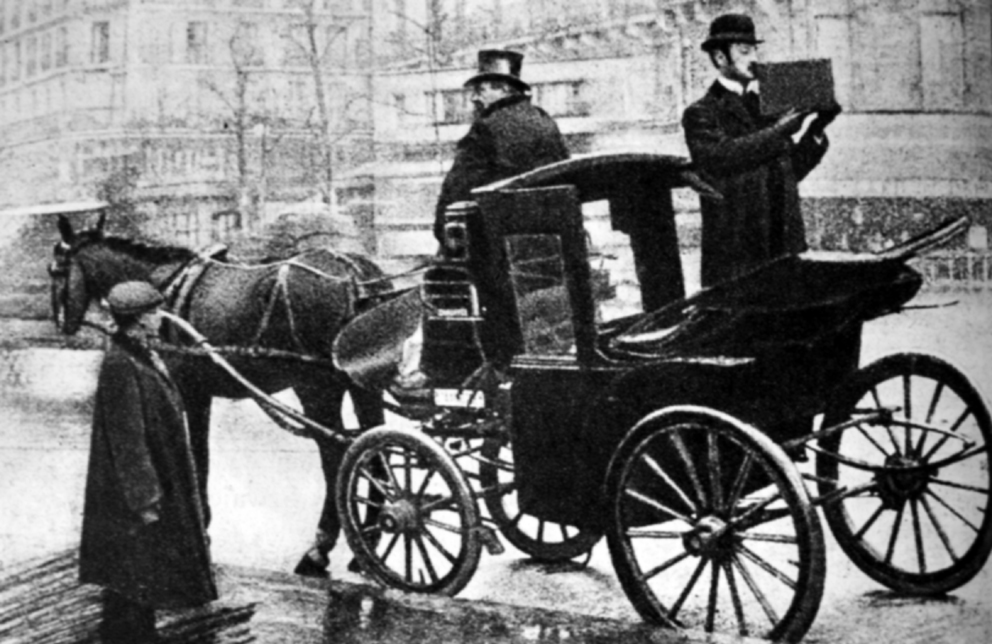
Kazimierz Prószyński filmujący aeroskopem ulice Paryża w 1909

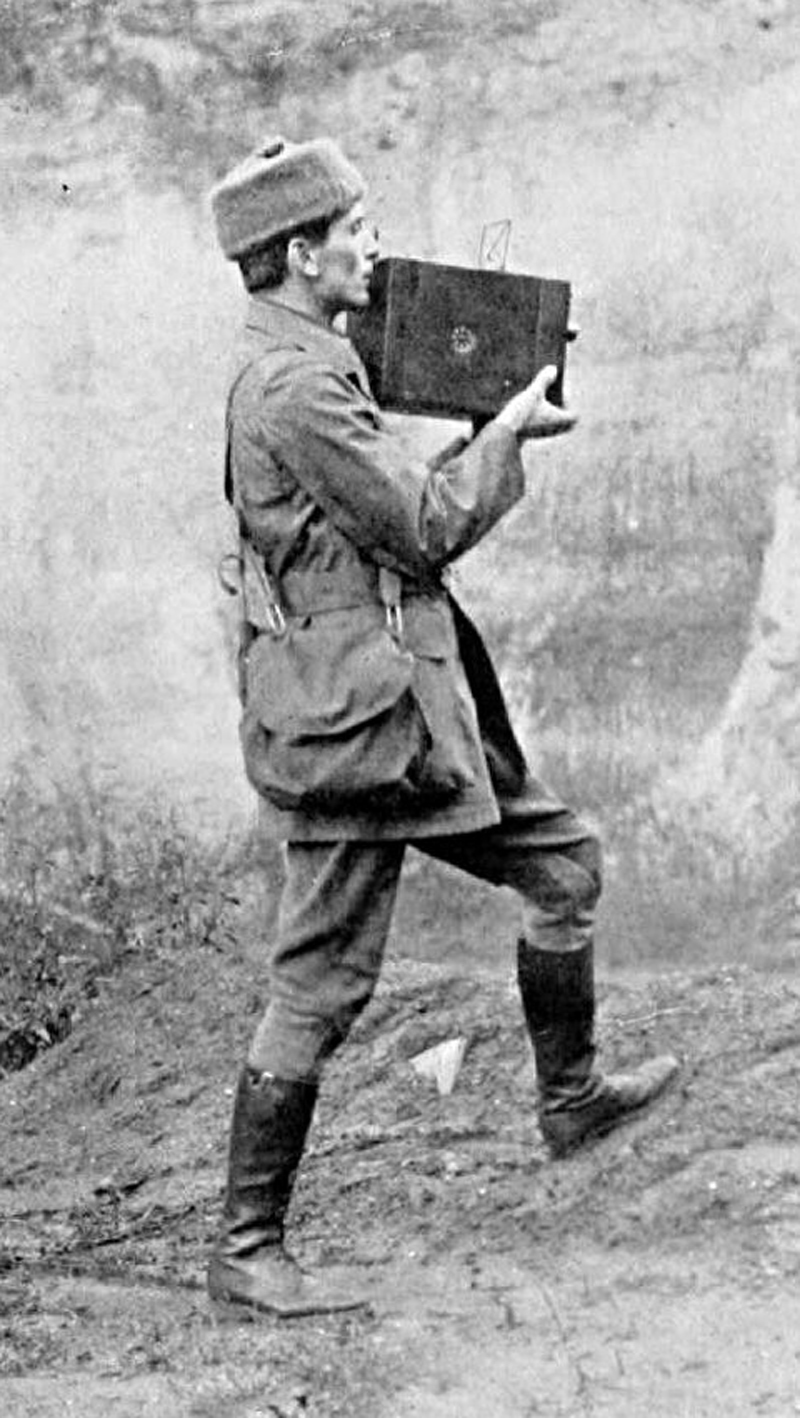
Brytyjski reporter wojenny Geoffrey Malins, filmujący aeroskopem w Belgii w 1914

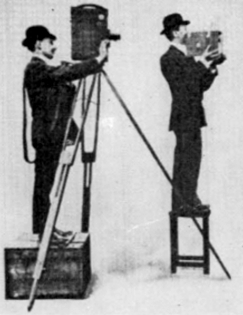
„Aeroskop – dawniej i dziś” – Kazimierz Prószyński prezentuje swój wynalazek w „Tygodniku Ilustrowanym” (1913)

Aeroskop (ang. i fr. Aeroscope) – pierwsza na świecie ręczna kamera filmowa o napędzie automatycznym ze stabilizacją obrazu, skonstruowana w 1908 przez polskiego wynalazcę i konstruktora, Kazimierza Prószyńskiego. Ze względu na swoje zalety, takie jak prostota obsługi, mobilność oraz niezależny system zaopatrzenia w energię, kamera ta przyczyniła się bezpośrednio do rozwoju wczesnych filmów dokumentalnych, przyrodniczych oraz reportaży. Konstruktor nakręcił nią m.in. w 1911 w Londynie koronację króla Jerzego V, zapoczątkowując tym samym polski film dokumentalny oraz reportaż filmowy.

## Nazwa
Nazwa urządzenia aeroskop jest połączeniem dwóch greckich słów: αήρω, aero – „powietrze” oraz σκοπεῖν, skopein „widzieć” lub „patrzeć”. Nawiązuje ona do sposobu napędzania mechanizmu kamery sprężonym powietrzem. Urządzenie nazywane było również autopleografem, w nawiązaniu do wcześniejszego urządzenia, wynalezionego przez konstruktora, zwanego pleografem. W języku francuskim oraz angielskim funkcjonuje nazwa aeroscope. Obecnie termin ma w kinematografii jedynie znaczenie historyczne i odnosi się do urządzenia wynalezionego przez Prószyńskiego. W dalszym ciągu termin ten używany jest w medycynie i odnosi się do urządzenia stosowanego w immunologii.

## Historia
Aeroskop był, po pleografie oraz biopleografie, kolejnym przełomowym dla techniki filmowej wynalazkiem Prószyńskiego. Konstruktor pracował nad jego budową w Polsce oraz we Francji w latach 1907–1910. Później także kilkukrotnie go ulepszał oraz modernizował. Arthur Kingston, angielski wynalazca kinematograficzny, wspominając swoje spotkanie z Kazimierzem Prószyńskim w Londynie stwierdził:

Nie wiedzieliśmy dotąd, co to jest ręczna kamera, zanim nie zjawił się u nas Prószyński.

Aparat został skonstruowany przez Kazimierza Prószyńskiego w roku 1908 jako prototyp kamery reporterskiej. Opatentowany został najpierw we Francji (patent nr 408.435 z 22 stycznia 1909), a potem w 1910 w Wielkiej Brytanii (patent numer 1.032.956). W 1911 urządzenie zostało również opatentowane przez konstruktora w Stanach Zjednoczonych. Pierwsza publiczna prezentacja urządzenia odbyła się 27 grudnia 1910 w Paryżu, na posiedzeniu Francuskiej Akademii Nauk. Aparat prezentował profesor fizyki oraz laureat nagrody Nobla z roku 1908, Gabriel Lippmann. Kolejna publiczna prezentacja kamery, podczas której Kazimierz Prószyński wygłosił również referat na jej temat, odbyła się we Francuskim Stowarzyszeniu Fizycznym 6 stycznia 1911. Pierwsza publiczna prezentacja aeroskopu w Wielkiej Brytanii odbyła się jeszcze tego samego roku w londyńskim Hyde Parku. Aby zademonstrować zalety żyroskopu, który eliminował drgania w czasie kręcenia materiału zdjęciowego, a także mobilność kamery, konstruktor filmował jadąc konno.
Urządzenie weszło do seryjnej produkcji w Anglii. Od 1911 produkowała je w Londynie firma Newman-Sinclair, która wykonała pierwsze 50 egzemplarzy, a od 1912 spółka aukcyjna Cherry Kearton Limited. Ostatecznie produkcję kontynuowała fabryka Franka van Necka, a dystrybucję aparatu prowadziła specjalnie w tym celu założona firma o nazwie Eracam Ltd.
Aeroskop używany był powszechnie przez profesjonalnych reporterów od 1910 do lat 30. XX stulecia. Filmowcy wykorzystywali go do 1935, kiedy to zaczął się upowszechniać film dźwiękowy. W tym czasie powstawały również nowe kamery o napędzie sprężynowym, jak Eyemo i potem Bolex, oraz szereg konstrukcji o napędzie elektrycznym. Nastąpił rozwój akumulatorów oraz powstawały kamery, które były nimi zasilane. Prószyński z czasem zmienił napęd swojej kamery z pneumatycznego na elektryczny, wyposażając ją w akumulator. W dwudziestoleciu międzywojennym pojawiło się jednak wiele innych urządzeń tego typu i aeroskop powoli wychodził z użycia. Według niektórych źródeł pojedyncze egzemplarze ulepszonego aeroskopu jeszcze na początku II wojny światowej stosowane były przez brytyjskich operatorów wojskowych.
W 1927 w Warszawie odbyła się Wystawa Foto-Kinematograficzna prezentująca osiągnięcia oraz dorobek konstruktorski Kazimierza Prószyńskiego. Zaprezentowano na niej m.in. aeroskop wraz z wersją dostosowaną do zdjęć lotniczych. Podobna prezentacja odbyła się w 1938 na XVIII Targach Wschodnich we Lwowie, gdzie w pawilonie poświęconym kinematografii zaprezentowano prototypy pleografu, aeroskopu oraz innego rodzaju kamery wynalezionej przez Prószyńskiego, „Oka”.
W 1956 do Londynu udała się polska delegacja złożona z reżysera i operatora Stanisława Wohla oraz inżyniera Jerzego Brzozowskiego w celu zbadania zachowanych egzemplarzy aeroskopu, a także całego dorobku Prószyńskiego, jaki pozostawił on w Wielkiej Brytanii.

## Budowa oraz sposób działania
Urządzenie zamykane było w drewnianym futerale z zamocowaną na górze skórzaną rączką służącą do przenoszenia. Aparat umieszczony był w drewnianej, pudełkowatej, prostopadłościennej obudowie o wymiarach: 21,6 cm wysokości, 30 cm długości oraz 15,2 cm szerokości. Wraz z zainstalowaną rolką taśmy filmowej jego masa nieznacznie przekraczała 6 kg. Wnętrze kamery podzielone było na dwie komory, z których jedna zawierała mechanizm, silnik oraz żyroskop, a druga – zasobnik na film. Na szczycie obudowy umocowany był zawór służący do pompowania powietrza, wskaźnik ciśnienia, wizjer oraz celownik. Z lewej strony znajdował się wskaźnik szybkości oraz zawór powietrza. Mechanizm urządzenia wykonany był ze stali oraz mosiądzu, którego użyto m.in. do wykonania zbiorników na powietrze.
Kamera ta napędzana była sprężonym do około 35 atmosfer powietrzem i przed użyciem musiała zostać napompowana specjalną dołączoną do zestawu pompką podobną do tej, jakiej używa się do dętek rowerowych. Po napełnieniu powietrzem zbiorniczków umieszczonych wewnątrz urządzenia operator nie musiał już kręcić korbką, jak w innych ówczesnych kamerach, tylko naciskał przycisk, a sprężony gaz uruchamiał mechanizm przesuwu taśmy filmowej. Raz napompowany aeroskop pracował przez ok. 10–15 minut, co umożliwiało wykonanie całości zdjęć na załadowanej do kamery jednej rolce filmowej o długości 137 metrów i standardowej szerokości 35 mm. Po zakończeniu zdjęć kamerę należało napompować ponownie.
Już pierwsza konstrukcja aeroskopu wyposażona była w żyroskop, który zapewniał stabilność obrazu, niwelując wahania wywołane przemieszczaniem się w terenie, czy drżeniem rąk operatora. Aby zminimalizować wszelkie hałasy oraz wibracje, jakie mogłaby powodować kamera w czasie pracy, konstruktor zamocował dodatkowo wszystkie ruchome części urządzenia na łożyskach kulkowych.
W latach 1911–1912 w związku z postępem technicznym, jaki dokonał się w urządzeniach napędzanych prądem elektrycznym, Prószyński dokonał zmian modernizujących swoją kamerę. Ze względu na lekkie opóźnienia napędu pneumatycznego, jakie ujawniły się w czasie użytkowania kamery, oraz rozwój technologiczny konstruktor zdecydował się na całkowitą wymianę zasilania kamery na zasilanie elektryczne. Pojawił się wówczas problem zaopatrzenia urządzenia w energię podczas zdjęć w terenie. Prószyński postanowił zastosować akumulator zasilający kamerę, umieszczony w aluminiowym plecaku. Przeróbki wykonał, na zlecenie wynalazcy, inżynier Marian Sitkiewicz z Warszawy. W 1917 powstał również wariant aeroskopu dostosowany do wykonywania zdjęć lotniczych.

## Zastosowanie

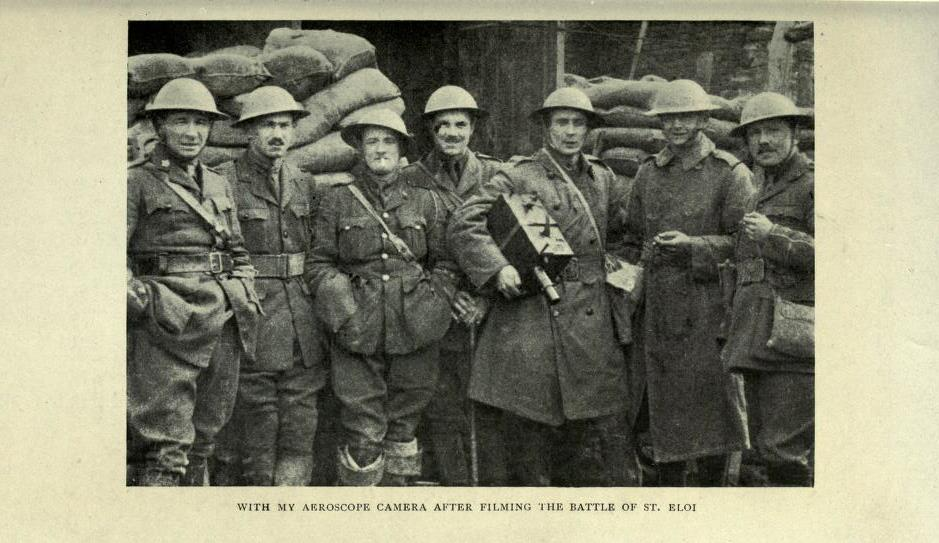
Geoffrey Malins z aeroskopem wraz z brytyjskimi żołnierzami na froncie I wojny światowej

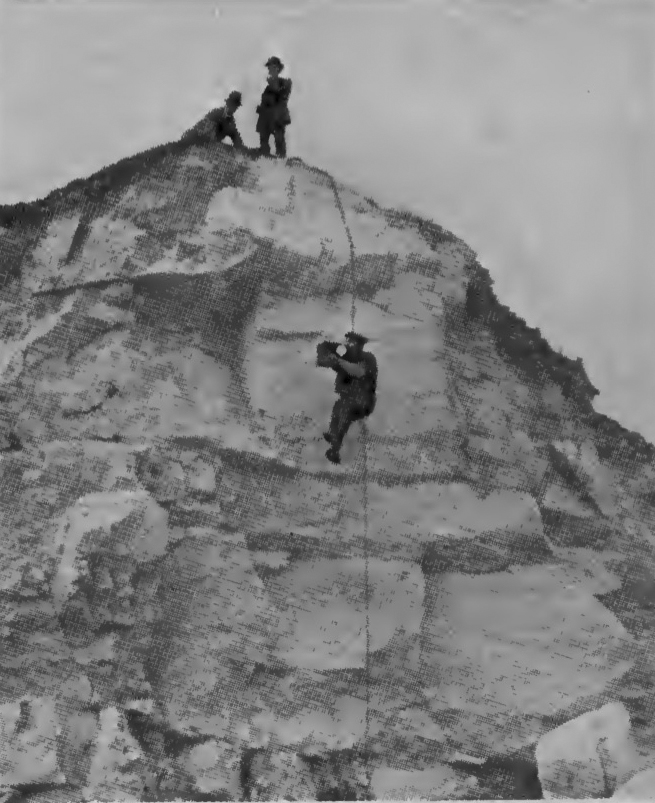
Angielski podróżnik oraz przyrodnik Cherry Kearton podczas filmowania ptaków aeroskopem

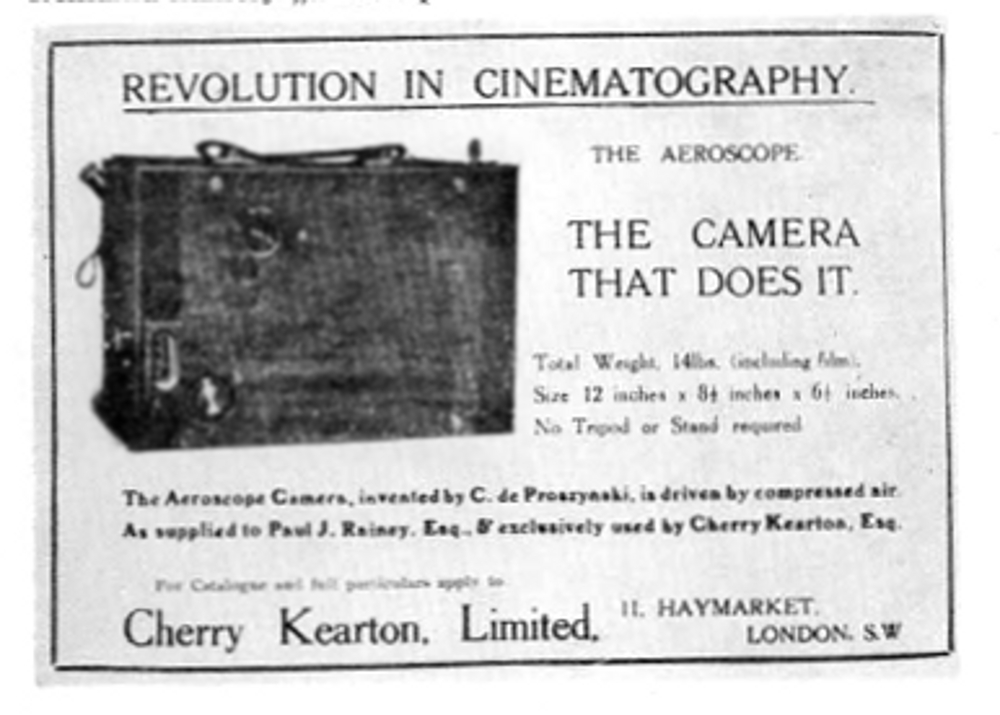
Reklama aeroskopu spółki aukcyjnej Cherry Kearton Limited

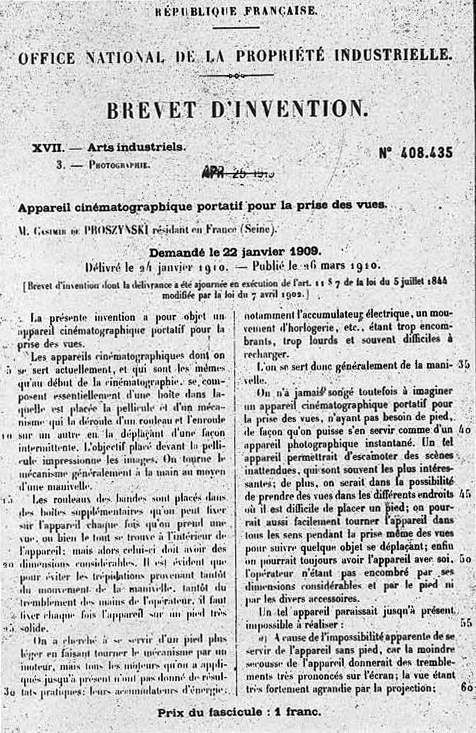
Francuski patent aeroskopu z 1909

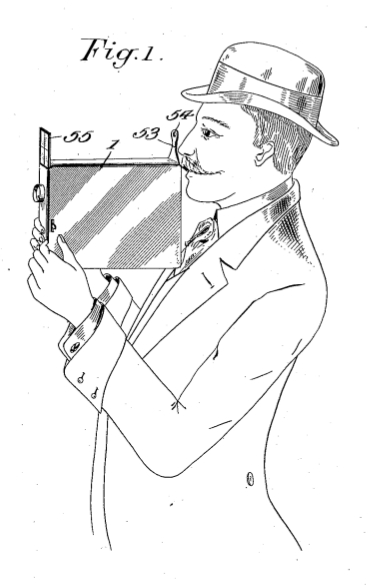
Rysunek z amerykańskiego patentu z 1911

Kazimierz Prószyński w The Photographic Journal z 1913:

Ten kinematograf jest aparatem specjalnie skonstruowanym w tym celu, aby umożliwić robienie zdjęć ruchowych (…) w ułamku sekundy, nim interesująca nas scena zniknie sprzed naszych oczu (…) Zaopatrzeni w taką kamerę, możemy filmować jak najbardziej nieoczekiwane rzeczy, podążać za każdym ruchem z równą szybkością, jak myśliwy prowadzi dubeltówkę za lecącym ptakiem.

Kamera miała kilka prekursorskich rozwiązań oraz innowacyjnych zalet. Nie trzeba było używać do urządzenia statywu i można nim było swobodnie operować z ręki w trakcie przemieszczania się. Zwiększało to znacznie mobilność kamerzysty oraz umożliwiało rejestrację filmów w niedostępnym dotychczas dla filmowców terenie. Pneumatyczny napęd kamery uniezależniał operatora od źródeł energii. Po nagraniu filmu oraz zużyciu całego powietrza zmagazynowanego w zasobniku wystarczało wyciągnąć pompkę i napompować go ponownie. W terenie liczbę wykonanych zdjęć ograniczała praktycznie tylko liczba posiadanych rolek filmu.
Kolejną innowacją, jaka usprawniała wykonywanie filmów, był automatyczny sposób działania mechanizmu. W przeciwieństwie do ówczesnych kamer napędzanych korbką, aeroskop uruchamiany był jedynie naciśnięciem guzika. Cały proces rejestracji materiału przebiegał od tego momentu samoczynnie, pozwalając operatorowi skupić się podczas pracy wyłącznie na obrazie oraz parametrach ekspozycji taśmy filmowej. Była to pierwsza na świecie kamera oferująca tego typu rozwiązanie. Urządzenie było również bardzo ciche w działaniu oraz słynęło z prostoty i niezawodności. Niewątpliwą zaletą był również fakt, że rolki filmu zamknięte były w kasetkach, co umożliwiało zmianę filmu w świetle dziennym, bez zagrożenia prześwietleniem nakręconego materiału zdjęciowego. Wadą był nieergonomiczny pudełkowaty kształt, na który narzekali operatorzy aeroskopu.
Pierwsze filmy reklamowe kamery zrobione w celu pokazania jej możliwości wykonał sam konstruktor. Oprócz filmów kręconych podczas pokazów publicznych Prószyński nagrał w dniu 22 czerwca 1911 w Londynie reportaż z koronacji króla Jerzego V. Konstruktor wykonał również aeroskopem część filmów kręconych w Warszawie, zapoczątkowując historię polskiej kinematografii.
Zalety urządzenia, pozwalającego robić zdjęcia w dowolnym miejscu i czasie, docenili wkrótce reporterzy. Kamer tych używali podczas pracy reporterskiej zawodowi filmowcy z profesjonalnych wytwórni filmowych, jak francuskiej Gaumont, angielskich Pathé News, British Movietone, a później także amerykańskich Tropical Budget oraz Paramount Pictures. Aeroskop wykorzystywany był m.in. przez reporterów podczas kręcenia zdjęć w czasie wojen bałkańskich w roku 1912.
Marian Dąbrowski pisał w Tygodniku Ilustrowanym z 1913:

Aeroskop rewolucjonizuje całą technikę kinematograficzną prasa polska zachowuje się dziwnie obojętnie. Aeroskop pozwala czynić zdjęcia bez statywu, przez co ułatwia zdjęcia z życia zwierząt drapieżnych z nieprzystępnych górskich przepaści, z wojen i bitew, z aeroplanów…

Od 1911 wielkim zwolennikiem oraz popularyzatorem kamery Prószyńskiego był znany angielski podróżnik, myśliwy oraz twórca pierwszych filmów przyrodniczych Cherry Kearton. Kręcił on filmy z użyciem aeroskopu na całym świecie podczas swoich podróży, a także reportaże dla towarzystwa filmowego Cherry Kearton Limited, które działało w latach 1912–1913. W 1912 Kearton wykonał aeroskopem, podczas lotu balonowego, pierwsze lotnicze zdjęcia Londynu. Podróżnik prezentował także możliwości kamery na Międzynarodowej Wystawie Kinematograficznej w czerwcu 1913 w Londynie, gdzie aeroskop nagrodzony został Wielkim Złotym Medalem. W czasie wojny w latach 1914–1918 podróżnik kręcił, jako korespondent wojenny, reportaże z Afryki Południowo-Zachodniej.
Frederick Talbot w swojej książce wydanej w 1912 w Londynie pt. Moving pictures jako główne zalety aeroskopu wymienia prostotę użytkowania, mobilność oraz swobodę w trakcie nagrywania:

Aeroskop jest najlepszą i najprostszą z dotychczasowych znanych kamer w kinematografii, dającą lepsze efekty i olbrzymie korzyści przez sam fakt, że pozwala filmować z ręki, z każdej pozycji i że wystarczy nacisnąć palcem guzik, by ją uruchomić.

Ze względu na te zalety aeroskop znalazł się w polu zainteresowania angielskiego sztabu wojennego, który postanowił używać go do wykonywania dokumentacji fortyfikacji i umocnień, a także rejestracji z powietrza pozycji lub ruchów wojsk. Aeroskopem od 1914 rejestrowane były także pierwsze kroniki wojenne z frontu zachodniego podczas I wojny światowej. Kamera została zatwierdzona do użytku dla operatorów wojennych (ang. combat cameramen) przez Brytyjskie Ministerstwo Wojny. Była używana podczas wojny na polach bitew na froncie zachodnim. Wielu filmowców frontowych podczas kręcenia nią zdjęć straciło życie, a aeroskop zyskał nazwę „kamery śmierci”. Do tej złej sławy przyczyniło się tragiczne wydarzenie, jakie miało miejsce w czasie bitwy pod Verdun. Po jej zakończeniu na pobojowisku odnaleziony został jeden z egzemplarzy aeroskopu, który ujawnił szokujące nagranie. Używający kamery francuski operator o nazwisku Dupre został trafiony pociskiem w czasie filmowania. W momencie trafienia kamera wypadając mu z rąk zarejestrowała jego śmierć i po upadku pracowała dalej aż do wyczerpania się powietrza w zasobniku.
Aeroskopu używał między innymi znany z brawury operator Geoffrey Malins. Ryzykując własnym życiem wykonywał on kamerą Prószyńskiego zdjęcia podczas walk m.in. w bitwie pod St. Eloi oraz jednej z największych bitew I wojny światowej, bitwie nad Sommą. Po wojnie reporter ten opisał swoje doświadczenia w książce pt. How I filmed the war (pol. „Jak sfilmowałem wojnę”).
Po zakończeniu I wojny światowej kamery tej Brytyjczycy użyli do zrealizowania zdjęć lotniczych z przelotu dookoła świata, jaki odbył w 1922 angielski pionier awiacji Wilfred Theodore Blake. Kamerą Prószyńskiego operator kronik Paramount Company Edward Hawkins nakręcił również w Walii w roku 1924 pierwszy w historii reportaż z wyścigów samochodowych. Z kolei operator Tropical Budget Film Bernard Lynes w 1925 nagrał aeroskopem zdjęcia z meczu piłki nożnej na nowo otwartym wówczas w Londynie stadionie piłkarskim Wembley. Ze względu na brak zgody organizatorów mecz został przez niego sfilmowany z ukrycia. Jeszcze w 1935 kamerą Prószyńskiego zarejestrowane zostały zawody hippiczne w Epsom oraz w Liverpoolu.

## Zachowane egzemplarze
Po jednym egzemplarzu aeroskopu przechowuje się w:
- Narodowym Muzeum Techniki w Warszawie[26].
- National Media Museum (Narodowym Muzeum Mediów) w Bradford[27][28].
- Muzeum Nauki w Londynie[29][30].